# Vallentine Mitchell
Vallentine Mitchell este o editură de carte britanică cu sediul în Elstree, Hertfordshire, Anglia. Ea are, de asemenea, un oficiu în America de Nord la Portland, Oregon.
Compania editează cărți pe subiecte evreiești. Una dintre primele sale cărți publicate a fost ediția în limba engleză a Jurnalului Annei Frank. Din anii 1940 până în anii 1970 a avut o asociere de afaceri cu săptămânalul evreiesc londonez The Jewish Chronicle. Editorul britanic Frank Cass, fondator al Frank Cass & Co., a achiziționat compania în 1971.

## Legături externe
- Site-ul oficial